# Islândia nos Jogos Olímpicos de Verão de 1972
A Islândia participou dos Jogos Olímpicos de Verão de 1972 na cidade de Munique, na então Alemanha Ocidental. Nessa edição dos jogos o país não teve medalhistas.